# Andrew Tarbell
Andrew Tarbell (* 7. Oktober 1993 in Mandeville, Louisiana) ist ein US-amerikanischer Fußballspieler, der als Torwart eingesetzt wird. Er steht derzeit bei Houston Dynamo unter Vertrag.

## Karriere
In seiner Jugend spielte er bis Sommer 2012 bei der Amateurmannschaft New Orleans Jesters. Danach spielte er bis 2016 für die Clemson Tigers der namensgebenden Universität aus South Carolina. Im Draft 2016 wurde er dann von den San José Earthquakes gezogen. Seinen einzigen Einsatz in der Saison erhielt er am 28. August bei einer 2:0-Niederlage gegen die Columbus Crew, bei welchem er zur Halbzeit beim Stand von 0:1 für den verletzten David Bingham eingewechselt wurde.
Ende März 2017 wurde er dann an den in der USL spielenden Reno 1868 FC ausgeliehen, die Leihe endete dann Ende November desselben Jahres wieder. Bei den Quakes spielte er noch bis Februar 2020, wo er dann zur Columbus Crew wechseln sollte.
Am 23. Dezember 2020 wechselte Tarbell zum Austin FC.